# Arans
Arans és un nucli de població del Principat d'Andorra situat a la parròquia d'Ordino. L'any 2017 tenia 44 habitants.
Compta amb un nucli antic, que al principi del segle xx tenia només tres cases habitades i formava quart amb la Cortinada.